# Reyher (Familienname)
Reyher ist der Familienname folgender Personen:
- Andreas Reyher (1601–1673), deutscher Pädagoge
- Carl von Reyher (1846–1891), deutsch-baltisch-russischer Chirurg
- David Reyher (1588–1667), Bürgermeister von Zwickau
- Ferdinand Reyher (1891–1967), US-amerikanischer Drehbuchautor
- Ferdinand Julius Reyher († nach 1870), deutscher Kupferstecher und Kartograph
- Hans von Reyher (1859–1932), deutscher Arzt und Mediziner
- Ingrid von Reyher (1908–2004), deutsche Chemikerin
- Karl von Reyher (1786–1857), preußischer General der Kavallerie, Kriegsminister und Generalstabschef
- Karl Wolfgang Rudolf von Reyher (1879–1950), Chirurg und Mediziner
- Kurt von Reyher (1862–1925), deutscher Generalleutnant
- Oskar von Reyher (1832–1910), sächsischer General der Infanterie
- Robert Reyher (1838–1877), deutscher Zeichner und Kupferstecher
- Samuel Reyher (1635–1714), deutscher Mathematiker und Astronom